# Townshend Stith Brandegee
Townshend Stith Brandegee ( 1843 - 1923) fue un botánico, ingeniero, y colector de plantas, estadounidense.
Trabajó en la Universidad de California.
En 1889, se casa con la botánica Mary Katharine Layne (1844-1920). Juntos, aseguran la edición de las publicaciones de la Academia de Ciencias de California, donde Mary era la responsable desde 1883. Fundan también una revista de Botánica dedicada a la flora del oeste del país: Zoe.

## Schriften (Auswahl)
- The plants indigenous in Southern Colorado. In: The American Naturalist 10 ( 4) 1876: 230 pp. (JSTOR)

- The flora of Southwestern Colorado In: Bull. of the United States Geological and Geographical Survey of the Territories / Department of the Interior 2 ( 3) 1876: 227–248 (online)

- Flora of the Santa Barbara Islands. In: Proc. of the California Academy of Sci. 2. Folge, 1 ( 2) 1888: 201–206 (online)

- A Collection of Plants from Baja California, 1889. In: Proc. of the California Academy of Sci. 2. Folge, 2, 1889: 117–216, (online)

- The Teton and Yellowstone park (southern part) forest reserves. In: 19th annual report of the U.S. Geological Survey, 1897-98. Teil V: Forest Reserves, Washington 1899: 191–216 (online)

- Flora of the Cape Region of Baja California. In: Proc. of the California Academy of Sci. 2. Folge, 3, 1891: 108–182 (online)

- Additions to the Flora of the Cape Region of Baja California. In: Proc. of the California Academy of Sciences. 2. Folge, 3, 1892: 218–227 (online)

- Southern extension of California flora. In: Zoe 4 (3) 1893: 199–210 (online)

- New species of plants from Mexico. In: Erythea 7, 1899: 1–9 (online)

- New species of mexican plants collected by Dr. C. A. Purpus. In: Zoe 5 ( 11) 1906: 231–241 (online)

- - = Plantae novae Mexicanae a C.A. Purpus collectae. In: Repertorium Specierum Novarum Regni Vegetabilis 3 ( 46/47): 373–380 (online)

- Plantae mexicanae purpusianae.
  - I. In: Univ. of California Publ. in Botany 3 ( 8) 1909: 377–396

- - II. In: Univ. of California Publ. in Botany 4 ( 3) 1910: 85–95

- - III. In: Univ. of California Publ. in Botany 4 ( 11) 1911: 177–194

- - IV. In: Univ. of California Publ. in Botany 4 ( 15) 1912: 269–281

- - V. In: Univ. of California Publ. in Botany 4 ( 19) 1913: 375–388

- - VI. In: Univ. of California Publ. in Botany 6 ( 4) 1914: 51–77 (online)

- - VII. In: Univ. of California Publ. in Botany 6 ( 8) 1915: 177–197 (online)

- - VIII. In: Univ. of California Publ. in Botany 6 ( 13) 1917: 363–375 (online)

- - IX. In: Univ. of California Publ. in Botany 6 ( 19) 1919: 497–504 (online)

- - X. In: Univ. of California Publ. in Botany 7 ( 10) 1920: 325–331 (online)

- - XI. In: Univ. of California Publ. in Botany 10 ( 2) 1922: 181–188 (online)

- - XII. In: Univ. of California Publ. in Botany 10 ( 8) 1924: 403–421 (online)

- Species novae vel minus cognitae. In: Univ. of California Publ. in Botany 6 ( 12) 1916: 357–361 (online)

- La abreviatura «Brandegee» se emplea para indicar a Townshend Stith Brandegee como autoridad en la descripción y clasificación científica de los vegetales.[1]

## Honores

### Eponimia
Le fue dedicadas más de 250 especies, como: Justicia brandegeeana Wassh. & L.B.Sm.